# Кисс, Александр Николаевич
Александр Николаевич Кисс (2 октября 1921 — 18 ноября 1990) — советский цирковой артист, жонглёр, режиссёр, народный артист РСФСР (1969).

## Биография
Александр Николаевич Кисс родился 2 октября 1921 года в Баку в семье старых цирковых артистов, представитель цирковой династии Кисс. Его дед Александр Генрихович Кисс (1879—1942), чех по происхождению, был клоуном и дрессировщиком, который начинал цирковую деятельность в конце 1890-х годов, а в 1915—1928 годах был директором цирка в Киеве. Отец Николай Александрович Кисс (1897—1972) был клоуном, наездником, жонглёром и режиссёром. Мать Эмма Кисс (урожд. Чинизелли) была одна из потомков Гаэтано Чинизелли (1815—1881) из знаменитой цирковой династии Чинизелли.
С 5 лет участвовал в пантомимах, в 8 лет уже работал в групповом номере его отца «Боркис». В 1939—1966 годах выступал в дуэте с младшей сестрой Виолеттой Кисс (1925—1994). Вместе они стали выдающимися артистами советского и мирового цирка. Они первыми сумели объединить в одном номере рекордные трюки сразу трёх жанров: жонглирования, антипода и эквилибристики. С 1967 года выступал с В. Дёминой.
Был автором многих трюков и комбинаций, его трюк — жонглирование 5-ю булавами за спиной считается критерием профессионализма жонглёров.
С 1975 года работал главным режиссёром творческой мастерской Всесоюзной дирекции, а с 1988 года был начальником художественного отдела центрального аппарата Всесоюзного объединения «Союзгосцирк».
Умер 18 ноября 1990 года в Москве, похоронен на Химкинском кладбище вместе с сестрой Виолеттой.

### Семья
- Сын — цирковой артист Николай Александрович Кисс (1953—2005), жонглёр. Окончил ГУЦЭИ в 1973 году. В 1981 году с женой Валентиной Викторовной Чудовой (род. 1953) выпустил оригинальный номер «Примадонна и жонглёр». Был художественным руководителем ГУЦЭИ.
- Сын — цирковой артист Александр Александрович Кисс (род. 1957).
- Внуки — Виктория (род. 1980), Максим (род. 1984), также артисты цирка.

## Награды и премии
- Лауреат Международного конкурса жонглёров им. Растелли в Бергамо (1969).
- Заслуженный артист РСФСР (15.10.1958).
- Народный артист РСФСР (1969).
- Орден Трудового Красного Знамени (14.02.1980)[2][3]